# Rob Riggle
Robert Riggle Jr., dit Rob Riggle, né le 21 avril 1970 à Louisville, dans le Kentucky, est un acteur et humoriste américain. 
Après s'être fait connaître à la télévision, il est remarqué pour ses apparitions dans les films comiques Frangins malgré eux (2008), Very Bad Trip (2009), Very Bad Cops (2010), 21 Jump Street (2012) et Dumb and Dumber De (2014).

## Biographie
Riggle grandit à Overland Park (Kansas) et étudie le cinéma et le théâtre à l'université du Kansas. Avant de devenir comédien, Riggle fait carrière comme officier dans le Corps des Marines des États-Unis, étant lieutenant-colonel de réserve depuis 2013. Lors de son service actif, il est déployé au Liberia, au Kosovo, en Albanie et en Afghanistan.

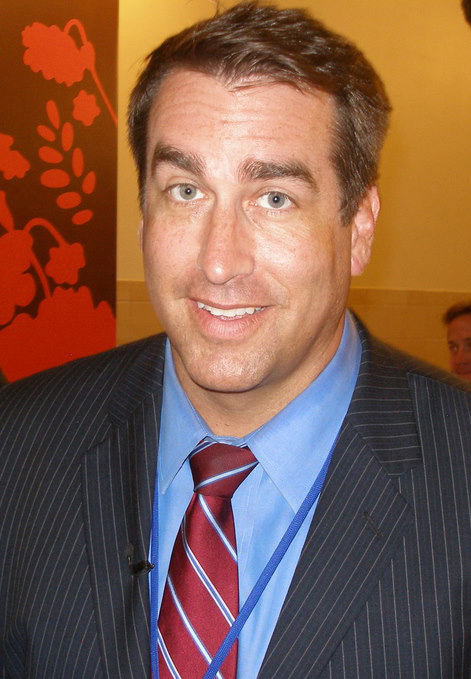
Rob Riggle en 2008.

Rob Riggle rejoint Late Night with Conan O'Brien en 1998, puis Saturday Night Live (SNL) pour la saison 2004-2005. Il devient correspondant du Daily Show de 2006 à 2008 et tourne sous le réalisateur Adam McKay pour Frangins malgré eux en 2008 et Very Bad Cops en 2010. Il incarne également le policier proposant aux trois protagonistes de Very Bad Trip (2009) une démonstration de Taser.
Jouant le professeur d'EPS M. Walters dans 21 Jump Street (2012) et sa suite, 22 Jump Street (2014), il est à l'affiche la même année de Dumb and Dumber De, de Peter et Bobby Farrelly, aux côtés de Jim Carrey, Jeff Daniels, Laurie Holden et Kathleen Turner. En 2019, il apparaît dans un épisode de la série télévisée Brooklyn Nine-Nine, dans le rôle de Rob Dulubnik, ainsi que dans un épisode de l'émission En pleine nature avec Bear Grylls en Islande.

## Filmographie

### Cinéma
- 2004 : Blackballed: The Bobby Dukes Story (en) de Brant Sersen : Eddie Reynolds
- 2006 : Enfants non accompagnés (Unaccompanied Minors) de Paul Feig : le garde Hoffman
- 2006 : Ricky Bobby : Roi du circuit (Talladega Nights: The Ballad of Ricky Bobby) de Adam McKay : Jack Telmont
- 2007 : Super High Me de Michael Blieden : lui-même
- 2008 : Frangins malgré eux (Step Brothers) d'Adam McKay : Randy
- 2009 : The Goods: Live Hard, Sell Hard de Neal Brennan : Peter Selleck
- 2009 : Very Bad Trip (The Hangover) de Todd Phillips : l'officier Franklin
- 2010 : La forêt contre-attaque (Furry Vengeance) de Roger Kumble : Riggs
- 2010 : Very Bad Cops (The Other Guys) d'Adam McKay : Martin
- 2010 : Trop loin pour toi (Going the Distance) de Nanette Burstein : Ron
- 2010 : Kiss and Kill (Killers) de Robert Luketic : Henry
- 2011 : Il n'est jamais trop tard (Larry Crowne) de Tom Hanks : Jack Strang
- 2012 : Miracle en Alaska (Big Miracle) de Ken Kwapis : Dean Glowacki
- 2012 : Le Lorax (The Lorax) de Chris Renaud et Kyle Balda : Aloysious O'Hare (voix originale)
- 2012 : 21 Jump Street de Phil Lord et Chris Miller : M. Walters
- 2012 : Hôtel Transylvanie (Hotel Transylvania) de Genndy Tartakovsky : le mari Squelette (voix originale)
- 2013 : Les Stagiaires (The Internship) de Shawn Levy : Randy
- 2014 : Just Before I Go de Courteney Cox : Rawly Stansfield
- 2014 : 22 Jump Street de Phil Lord et Chris Miller : M. Walters
- 2014 : Cops : Les Forces du désordre (Let's Be Cops) de Luke Greenfield : l'officier Segars
- 2014 : Dumb and Dumber De (Dumb and Dumber To) de Peter et Bobby Farrelly : Travis et le capitaine Lippencott
- 2015 : Absolutely Anything de Terry Jones : Grant
- 2015 : Dead Rising (Dead Rising: Watchtower) de Zach Lipovsky : Frank West
- 2015 : Hôtel Transylvanie 2 (Hotel Transylvania 2) de Genndy Tartakovsky : Bela (voix originale)
- 2015 : Hell and Back de Tom Gianas et Ross Shuman : Curt (voix originale)
- 2016 : Mariage à la grecque 2 (My Big Fat Greek Wedding 2) de Kirk Jones : Northwestern Rep
- 2016 : Opening Night (en) d'Isaac Rentz : Goldmeyer
- 2016 : La 6e, la pire année de ma vie (Middle School: The Worst Years of My Life) de Steve Carr : Bear
- 2016 : Les Mémoires d'un assassin international (True Memoirs of an International Assassin) de Jeff Wadlow : William Cobb
- 2017 : How to Be a Latin Lover de Ken Marino : Scott
- 2017 : A Happening of Monumental Proportions (en) de Judy Greer : Ned Pendlehorn
- 2017 : Le Monde secret des Emojis (The Emoji Movie) de Tony Leondis : l'emoji glace (voix originale)
- 2018 : Horse Soldiers (12 Strong) de Nicolai Fuglsig : le colonel Max Bowers
- 2018 : Midnight Sun de Scott Speer : Jack
- 2018 : Status Update (en) de Scott Speer : Darryl Moore
- 2018 : Back to School (Night School) de Malcolm D. Lee : Mackenzie
- 2018 : Henchmen (en) d'Adam Wood : Biff (voix originale)
- 2019 : UglyDolls de Kelly Asbury : le robot de l'exposition (voix originale)
- 2020 : Mon grand-père et moi (The War with Grandpa) de Tim Hill : Arthur

### Télévision
- 1998-2004 : Late Night with Conan O'Brien : divers personnages
- 2004 : Chappelle's Show : Debt Consolidatio Pop-Up
- 2004-2005 : Saturday Night Live : plusieurs personnages
- 2006-2008 : The Daily Show : correspondant
- 2006 : The Office : le capitaine du bateau (saison 2, épisode 11)
- 2006 : Arrested Development : le représentant John Van Huesen
- 2009-2010 : La Nouvelle Vie de Gary : Mitch
- 2009-2010 : American Dad! : voix diverses
- 2010 : Chuck : Jim Rye
- 2009-2020 : Modern Family : Gil Thorpe
- 2010 : Chuck : Jim Rye
- 2010 : The Cleveland Show : le chef Butler
- 2010-2011 : Funny or Die Presents… : différents personnages
- 2011 : 30 Rock : Reggie
- 2011 : Happy Endings : Drew
- 2011 : Ugly Americans : le sergent
- 2011 : Childrens Hospital : Dr. Brock Stryker (saison 3, épisode 8)
- 2012 : Victorious : le proviseur-adjoint Dickers (saison 3, épisode 1)
- 2012 : New Girl : le cousin de Schmidt
- 2013-2016 : Drunk History : J. Edgar Hoover
- 2013-2014 : Modern Family : Gil Thorpe
- 2014 : Bad Judge : Chet
- 2014 : The League : Bethesda
- 2015 : Marry Me : l'officier Gary Bric
- 2015 : Key & Peele : le boss de Ron (saison 5, épisode 8)
- 2015 : Bienvenue chez les Huang (Fresh Off the Boat) : Gator Dan (saison 2, épisode 1)
- 2016 : Teachers : Don Larondasack (saison 1, épisode 2)
- 2016 : Wander (Wander Over Yonder) : Bill (voix originale)
- 2016 : Son of Zorn : Headbutt Man (voix originale)
- 2017 : Les Simpson : Dr Fenton Pooltoy (voix originale)
- 2017 : Angie Tribeca : le détective Zachary Fontaine
- 2017 : Bob's Burgers : Austin (voix originale)
- 2018 : Baymax et les Nouveaux Héros (Big Hero 6: The Series) : Greg Jack (voix originale)
- 2018 : Fancy Nancy : Doug Clancy (voix originale)
- 2019 : Brooklyn Nine-Nine : Rob Dulubnik (saison 6, épisode 5)
- 2019 : Big Mouth : le sergeant Adderall (voix originale)
- 2019 : En pleine nature avec Bear Grylls : lui-même (saison 5, épisode 4)

## Voix francophones
En France, Constantin Pappas est la voix régulière de Rob Riggle depuis Enfants non accompagnés en 2006.
Au Québec, François Trudel est sa voix régulière.
En France
| - Constantin Pappas dans : - Enfants non accompagnés - Very Bad Trip - Trop loin pour toi - Il n'est jamais trop tard - Victorious (série télévisée) - New Girl (série télévisée) - Opening Night (en) - Angie Tribeca (série télévisée) - How to Be a Latin Lover - Midnight Sun - En pleine nature avec Bear Grylls (série télévisée) - Brooklyn Nine-Nine (série télévisée) - Mon grand-père et moi - Elsbeth (série télévisée) - Lionel Tua dans : - Kiss and Kill - Dumb and Dumber De | - Anatole de Bodinat dans : - 21 Jump Street - 22 Jump Street - Gilles Morvan dans : - Funny or Die Presents… (série télévisée) - Hôtel Transylvanie 2 (voix) Et aussi - Emmanuel Gradi dans Frangins malgré eux - Laurent Morteau dans Very Bad Cops - Jean-Michel Fête dans Les Stagiaires - Mathieu Buscatto dans Modern Family (série télévisée) - Philippe Résimont dans Cops : Les Forces du désordre - Nicolas Justamon dans The League (série télévisée) - Boris Rehlinger dans Absolutely Anything - Renaud Marx dans Horse Soldiers - Michel Hinderyckx dans Back to School |

Au Québec
| - François Trudel dans : - Jeunes sans surveillance - Petite vengeance poilue - Les Renforts - Tuer pour aimer - 21 Jump Street - Soyons flics - La cloche et l'idiot 2 - Soleil de minuit - Cours du soir - En guerre avec grand-papa | Et aussi - Benoît Rousseau dans Lendemain de veille - Sébastien Dhavernas dans Le Lorax (voix) - Stéphane Rivard dans Hôtel Transylvanie 2 (voix) - Alain Zouvi dans La brigade des 12 |